# De-Lovely - Così facile da amare
De-Lovely - Così facile da amare (De-Lovely) è un film musical del 2004 diretto da Irwin Winkler, interpretato da Kevin Kline e Ashley Judd, sulla vita del noto compositore statunitense Cole Porter.
Presentato fuori concorso come film di chiusura al 57º Festival di Cannes, il titolo è tratto dal testo di una delle più conosciute canzoni di Porter.

## Trama
Il film è costruito attorno alle prove di un immaginario musical sulla vita di Cole Porter. Gabe, il regista dello spettacolo, porta alle prove un Cole Porter ormai anziano, e con lui ripercorre la vita del compositore, dal momento in cui incontra a Parigi Linda, che sarebbe diventata sua moglie, e lungo tutta la carriera dell'artista. Grande spazio viene dato alla singolare relazione d'amore tra Cole e Linda, vissuta per un periodo delle loro vite nonostante l'omosessualità di Porter.

## Colonna sonora
Nel film fanno la loro apparizione in alcune scene noti cantanti, tra cui Robbie Williams, Elvis Costello, Alanis Morissette, Sheryl Crow, Diana Krall, Mick Hucknall, Lara Fabian e Natalie Cole, che interpretano le canzoni di Porter dando vita ad una ideale colonna sonora.
Fra le canzoni con balletto inserite nel film (ed ironicamente eseguita dal compositore) vi è la celebre Be a Clown, scritta per il film del 1948 Il pirata, diretto da Vincente Minnelli, in cui era cantata da Judy Garland e Gene Kelly.

## Riconoscimenti
Kline ottenne una candidatura al Golden Globe per il miglior attore in un film commedia o musicale e la Judd come miglior attrice, mentre la colonna sonora per i Grammy Awards.